# Rio Arriba County
Rio Arriba County ist ein County im Norden des US-Bundesstaates New Mexico mit 40.246 Einwohnern. Im County befindet sich das Jicarilla Apache-Indianerreservat. Der Verwaltungssitz (County Seat) ist Tierra Amarilla.

## Geographie
Das County hat eine Landfläche von 15.171 Quadratkilometern und eine Wasserfläche von 99 Quadratkilometern. Die Größe ist vergleichbar mit Thüringen. Das County grenzt im Uhrzeigersinn an die Countys: Taos County, Mora County, Santa Fe County, Los Alamos County, Sandoval County, San Juan County, Archuleta County (Colorado) und Conejos County (Colorado).

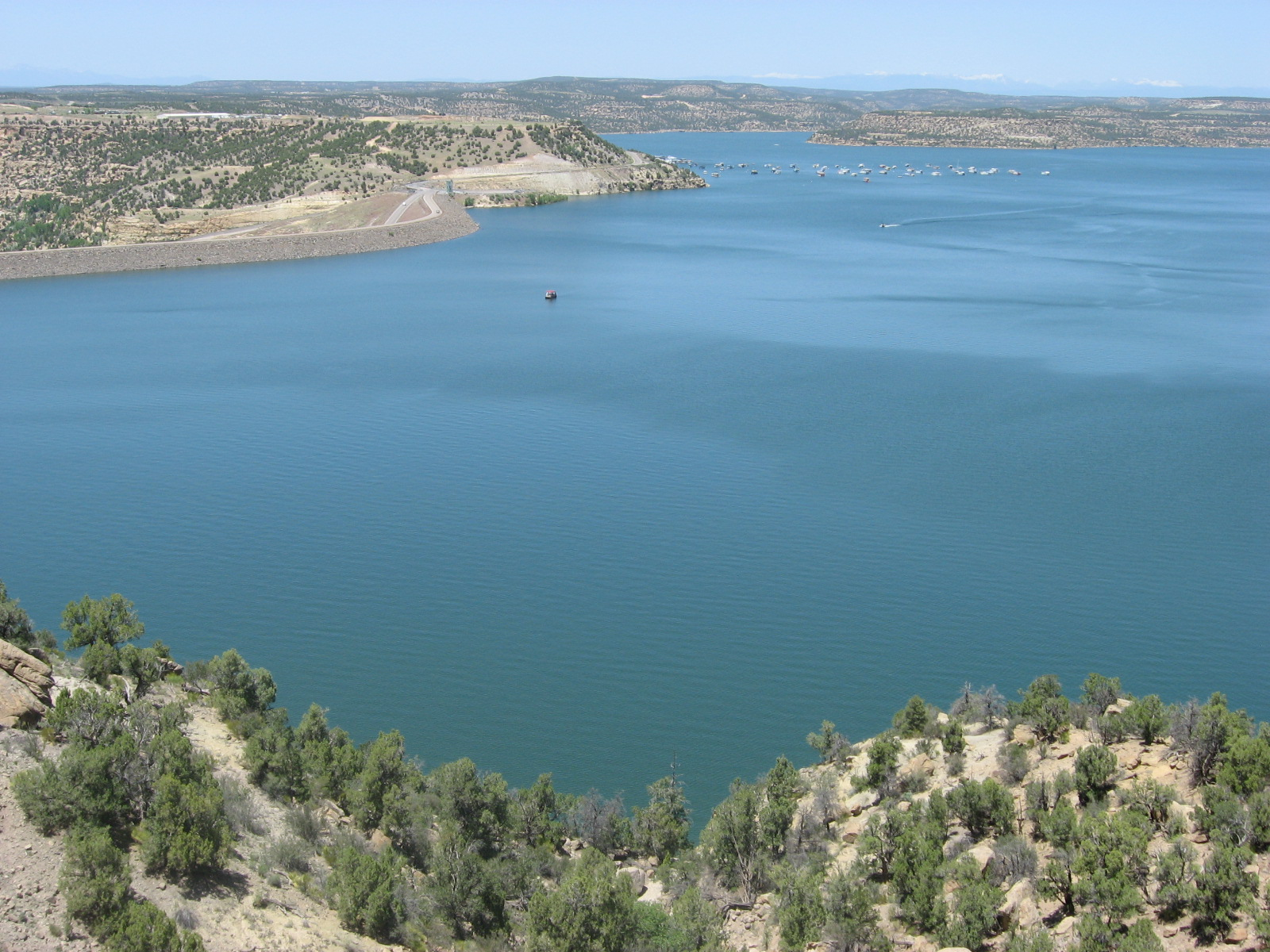
Der Navajo Lake

## Geschichte
Vier Orte haben den Status einer National Historic Landmark. 108 Bauwerke und Stätten des Countys sind insgesamt im National Register of Historic Places eingetragen (Stand 17. Februar 2018).

## Demografische Daten
Nach der Volkszählung im Jahr 2000 lebten im County 41.190 Menschen. Es gab 15.044 Haushalte und 10.816 Familien. Die Bevölkerungsdichte betrug 3 Einwohner pro Quadratkilometer. Ethnisch betrachtet setzte sich die Bevölkerung zusammen aus 56,62 % Weißen, 0,35 % Afroamerikanern, 13,88 % amerikanischen Ureinwohnern, 0,14 % Asiaten, 0,11 % Bewohnern aus dem pazifischen Inselraum und 25,62 % aus anderen ethnischen Gruppen; 3,28 % stammten von zwei oder mehr ethnischen Gruppen ab. 72,89 % der Bevölkerung waren spanischer oder lateinamerikanischer Abstammung.
Von den 15.044 Haushalten hatten 36,90 % Kinder und Jugendliche unter 18 Jahre, die bei ihnen lebten. 48,80 % waren verheiratete, zusammenlebende Paare, 15,90 % waren allein erziehende Mütter. 28,10 % waren keine Familien. 23,50 % waren Singlehaushalte und in 7,80 % lebten Menschen im Alter von 65 Jahren oder darüber. Die Durchschnittshaushaltsgröße betrug 2,71 und die durchschnittliche Familiengröße lag bei 3,19 Personen.
Auf das gesamte County bezogen setzte sich die Bevölkerung zusammen aus 28,60 % Einwohnern unter 18 Jahren, 8,90 % zwischen 18 und 24 Jahren, 28,80 % zwischen 25 und 44 Jahren, 22,90 % zwischen 45 und 64 Jahren und 10,90 % waren 65 Jahre alt oder darüber. Das Durchschnittsalter betrug 34 Jahre. Auf 100 weibliche Personen kamen 98,00 männliche Personen, auf 100 Frauen im Alter ab 18 Jahren kamen statistisch 97,70 Männer.

Das jährliche Durchschnittseinkommen eines Haushalts betrug 29.429 USD, das Durchschnittseinkommen der Familien betrug 32.901 USD. Männer hatten ein Durchschnittseinkommen von 26.897 USD, Frauen 22.223 USD. Das Prokopfeinkommen betrug 14.263 USD. 20,30 % der Bevölkerung und 16,60 % der Familien lebten unterhalb der Armutsgrenze. 23,30 % davon waren unter 18 Jahre und 22,90 % waren 65 Jahre oder älter.

## Orte im Rio Arriba County
Im Rio Arriba County liegen drei Gemeinden, davon eine City, eine Town und eine Village. Zu Statistikzwecken führt das U.S. Census Bureau 34 Census-designated places, die dem County unterstellt sind und keine Selbstverwaltung besitzen. Diese sind wie die Unincorporated Communities gemeindefreies Gebiet.
| City - Española | Town - Dulce | Village - Chama |

Census-designated places (CDP)
| - Abiquiú - Alcalde - Brazos - Canjilon - Cañones - Canova | - Chamita - Chili - Chimayo 1 - Cordova - Coyote - Dixon | - Dulce - El Duende - El Rito - Ensenada - Gallina - Hernandez | - La Madera - La Mesilla - La Villita - Los Luceros - Los Ojos - Lumberton | - Lyden - Ohkay Owingeh - Pueblito - San Jose - San Juan - Santa Clara Pueblo | - Tierra Amarilla - Truchas - Velarde - Youngsville |

andere Unincorporated Communities
| - Arroyo del Agua - Cañoncito - Cebolla - Embudo - Las Tablas | - Lindrith - Medanales - Navajo City - Ojo Sarco - Petaca | - Rutheron - San Lorenzo - Vallecitos |

Ghost Towns
| - Hopewell - Riverside | - Santa Rosa de Lima - Sublette |